# 松江英式花園前站

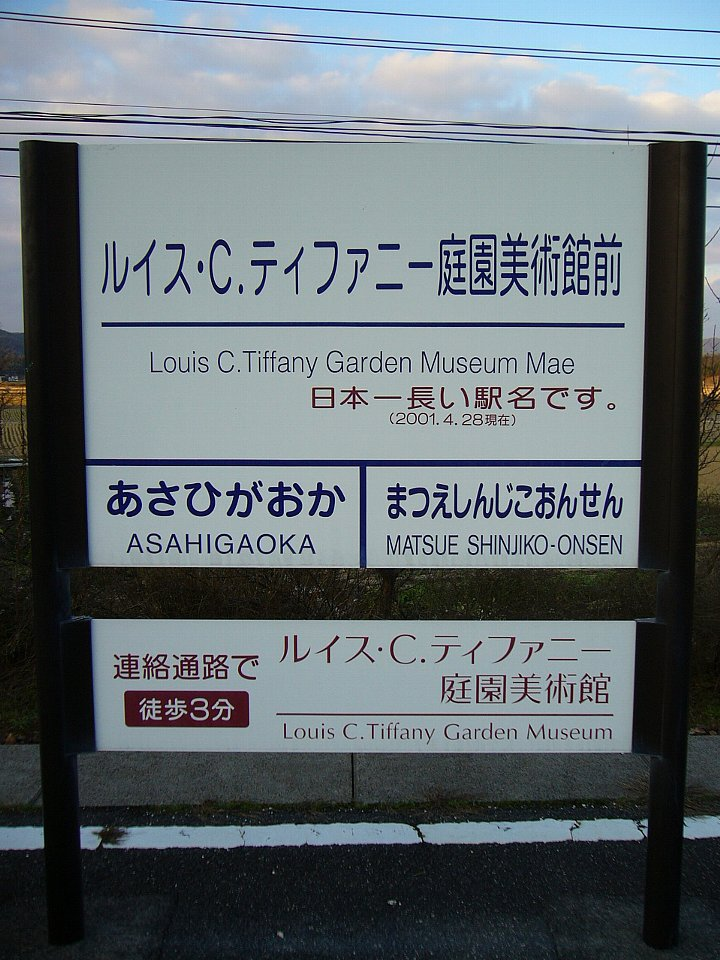
改名前的站名牌（2007年1月）

松江英式花園前站（日语：／ Matsue-Ingurisshugāden-Mae eki */?）是位於島根縣松江市西濱佐陀町，一畑電車北松江線的車站。車站編號為21。
車站大樓的裝飾由島根縣立松江聾學校美術部學生製作。

## 歷史
在1964年，濱佐陀站和古曾志站合併為一座車站（但是實際上被視為古曾志站）。在車站啟用以來40年都是名為古江站，站前的超市等的店名都是名為「古江」。
- 1928年（昭和3年）4月5日 - 許曾志站（日语：／）啟用。
- 1946年（昭和21年）後 - 車站改名為古曾志站（讀法沒有改變）。
- 1964年（昭和39年）4月1日 - 車站遷移，同時改名為古江站（日语：／）。
- 1966年（昭和41年）9月1日 - 成為業務委託車站[1]。
- 1995年（平成7年）10月1日 - 成為無人車站[1]。
- 2001年（平成13年）4月2日 - 車站改名為路易斯·C·蒂芙尼庭園美術館前站。
- 2006年（平成18年）4月1日 - 一畑電氣鐵道把鐵路業務分拆成為獨立的全資子公司一畑電車，此站由一畑電車繼承。
- 2007年（平成19年）5月21日 - 車站改名為松江英式花園前站。

## 關於站名
曾經此站名為「古江」（日语：／）站。在2001年，由於車站鄰近開設了路易斯·C·蒂芙尼庭園美術館，因此車站改名為「路易斯·C·蒂芙尼庭園美術館前」（日语：／）站。在正式名稱中設有18個文字，以讀法書寫的假名設有23個文字，取代了南阿蘇鐵道的「南阿蘇水之誕生里白水高原站」和鹿島臨海鐵道的「長者濱潮騷玫瑰公園前站」（兩座車站以讀法書寫的假名設有22個文字）成為「日本最長車站名稱之車站」。當時車內廣播、車內車費表、下一站資訊與整理券會簡略站名為「蒂芙尼庭園美術館前」「庭園美術館前」。
美術館在2007年3月31日關閉，但是保留了其附屬的松江英式花園。為此車站名稱也需要更改，於同年5月21日改名為「松江英式花園前」站（正式名稱中設有14個文字，以讀法書寫的假名設有16個文字）。而「日本最長車站名稱之車站」這個紀錄再次讓給南阿蘇水之誕生里白水高原站和長者濱潮騷玫瑰公園前站。
在2020年（令和2年）3月20日，京福電氣鐵道北野線的等持院站改名為等持院·立命館大學衣笠校區前站（正式名稱中設有17個文字，以讀法書寫的假名設有26個文字）。在2021年（令和3年）1月1日，富山地方鐵道富山軌道線的富山Toyopet本社前（五福末廣町）停留場改名為豐田汽車富山_G廣場五福前（五福末廣町）停留場（正式名稱中設有26個文字，以讀法書寫的假名設有32個文字（「山」和「G」之間不計算空格時設有25個文字）），相繼成為了「日本最長車站名稱之車站」。

## 車站構造
車站是一座地面車站，設有1面2線的島式月台。此站是無人車站。站內的配線是一線通過方式。月台西邊設有站內平交道連接車站出入口。

## 車站周邊

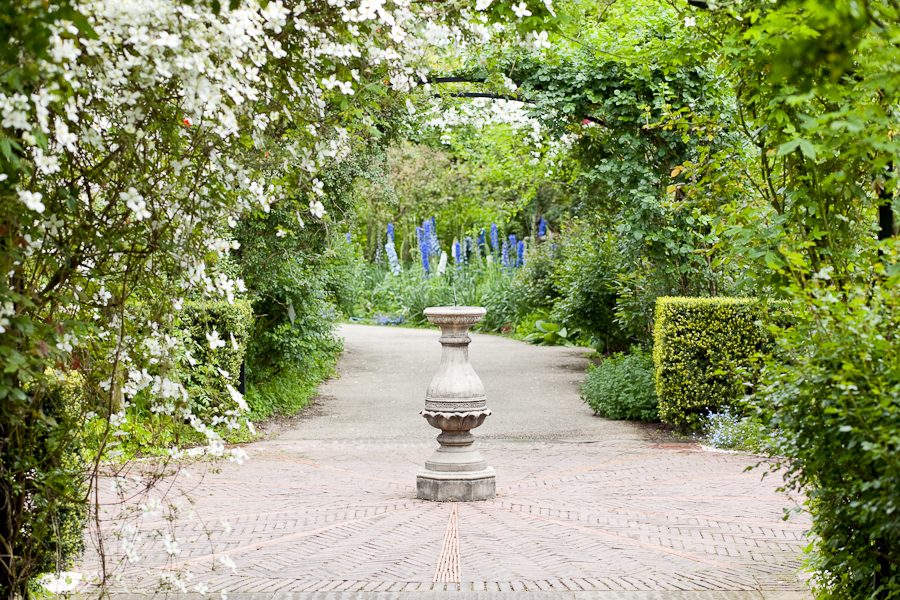
松江英式花園(2009年5月)

- 松江英式花園（日语：松江イングリッシュガーデン）
- 生態古屋
- 島根縣警察學校
- 島根縣立盲學校
- 澤田學園學生會館
- 宍道湖
- 國道431號（日语：国道431号）

## 巴士路線
英式花園前
- 市巴士（日语：松江市交通局）
  - [10] 松江站
  - [34/36] 駕照中心
  - [35/37] 授產中心

## 使用狀況
根據「島根縣統計書」，以下為近年一日平均乘車人次列表。
| 年度   | 1日平均 乘車人次 | 1日平均 上下車人次 |
| ------ | ---------------- | ------------------ |
| 1999年 | 56               | 134                |
| 2000年 | 58               | 114                |
| 2001年 | 73               | 142                |
| 2002年 | 27               | 57                 |
| 2003年 | 34               | 69                 |
| 2004年 | 34               | 77                 |
| 2005年 | 80               | 149                |
| 2006年 | 83               | 161                |
| 2007年 | 78               | 156                |
| 2008年 | 90               | 172                |
| 2009年 | 75               | 140                |
| 2010年 | 68               | 127                |
| 2011年 | 52               | 113                |
| 2012年 | 51               | 104                |
| 2013年 | 74               | 149                |
| 2014年 | 65               | 137                |
| 2015年 | 62               | 137                |
| 2016年 | 53               | 114                |
| 2017年 | 51               | 114                |
| 2018年 | 50               | 103                |

## 相鄰車站
一畑電車
北松江線
■特急「Super Liner」（平日早上只有下行班次）、■急行「出雲大社號」（假日日間只有下行班次）
秋鹿町（18）→松江英式花園前（21）－松江宍道湖溫泉（22）
■急行（平日黃昏只有上行班次）、■普通
朝日丘（20）－松江英式花園前（21）－松江宍道湖溫泉（22）

## 注腳
1. 1 2  寺田裕一《日本のローカル私鉄2000》，Neko出版，2000年，270頁。ISBN 4-87366-207-9
2. ↑   (PDF) (新闻稿). 学校法人立命館／京福電気鉄道. 2020-03-13  [2020-03-19]. （原始内容 (PDF)存档于2020-03-13） （日语）.
3. ↑  . 富山地方鉄道.   [2021-01-01]. （原始内容存档于2020-12-30） （日语）.
4. ↑  島根縣統計書

## 外部連結
- 21.松江英式花園前 | 停車站資訊 （页面存档备份，存于）（日語） - 一畑電車
- 松江英式花園前 （页面存档备份，存于）（日語）